# Botzersreuth
Botzersreuth ist ein Gemeindeteil von Püchersreuth im Landkreis Neustadt an der Waldnaab des bayerischen Regierungsbezirks Oberpfalz.

## Geographische Lage
Der Weiler liegt 2 km nordwestlich von Püchersreuth, östlich der Schlattein.

## Geschichte
Botzersreuth (früher „Patenreut“, „Patzellsreutt“, „Potzerßreut“, „Potzersreuth“, „Potzersreith“) wurde im Salbuch mit 3 Gütern und der Kronmühle erwähnt. Im Zinsregister von 1514 wurde der Ort mit 4 Gütern aufgeführt.
Das Urbar von 1602 erwähnte Botzersreuth mit 4 Höfen und einem Hirtenhaus.
Botzersreuth gehörte zur lobkowitzischen Herrschaft Störnstein-Neustadt.
Zu dieser Herrschaft gehörten auch die Orte Haidmühle, Sauernlohe, Neustadt an der Waldnaab, Störnstein, Wiedenhof, Aich, Roschau, Görnitz, Harlesberg, Altenstadt an der Waldnaab, Mühlberg, Denkenreuth, Ernsthof, Lanz, Oberndorf, Rastenhof, Wöllershof, Botzersreuth, Kronmühle und Sankt Quirin.
Außerdem gehörte das Gebiet von Waldthurn mit 28 Dörfern und Einöden zu dieser Herrschaft.
1641 wurde Störnstein-Neustadt unter Wenzel Eusebius von Lobkowicz zur gefürsteten Grafschaft erhoben.
Das Herrschaftsgebiet war in vier Viertel geteilt: Neustädter Viertel, Altenstädter Viertel, Denkenreuther Viertel und Oberndorfer Viertel. Botzersreuth gehörte zum Oberndorfer Viertel.
Das Untertanenverzeichnis von 1741 verzeichnete Botzersreuth mit 4 Höfen und 4 Mannschaften. 1742 gab es 4 Höfe, 1 Hirten, 10 Ochsen, 10 Kühe, 14 Jungrinder, 3 Muttersauen, 4 Frischlinge, 8 Schafe und 4 Ziegen. Laut Mannschaftsregister hatte der Ort 1797 4 Höfe, 1 Hirtenhaus und 4 Herrschaftsuntertanen.
1807 verkaufte Fürst Franz Josef von Lobkowitz Herzog zu Raudnitz die gefürstete Grafschaft Störnstein-Neustadt an die Krone Bayern.
Botzersreuth gehörte zum Anfang des 19. Jahrhunderts gegründeten Steuerdistrikt Lanz.
Lanz war gleichzeitig unmittelbare Landgemeinde, die zusätzlich den Steuerdistrikt Wöllershof enthielt.
Zur Gemeinde Lanz gehörten Botzersreuth, Dürrmaulmühle, Ernsthof, Kronmühle, Lanz, Oberndorf, Sankt Quirin, Rastenhof, Reisersdorf und Wöllershof.
1929 wurde Botzersreuth in die neu eingerichtete Pfarrei Neustadt an der Waldnaab eingepfarrt.
1950 wurde Botzersreuth in die Gemeinde Ilsenbach eingegliedert.
Diese kam am 1. Januar 1972 mit ihren Gemeindeteilen zur Gemeinde Püchersreuth.

## Einwohnerentwicklung ab 1817
| Jahr | Einwohner | Gebäude |
| ---- | --------- | ------- |
| 1817 | 39        | 6       |
| 1838 | 36        | 10      |
| 1871 | 34        | 16      |
| 1885 | 28        | 3       |
| 1900 | 37        | 5       |
| 1913 | 32        | 5       |

| Jahr | Einwohner | Gebäude |
| ---- | --------- | ------- |
| 1925 | 27        | 5       |
| 1950 | 29        | 4       |
| 1961 | 29        | 4       |
| 1970 | 33        | k. A.   |
| 1987 | 20        | 5       |
| 2011 | 30        | k. A.   |